# 第28屆金鐘獎
第28屆金鐘獎是1993年台灣電視業界的年度盛事之一，表揚1993年度傑出的台灣電視之藝人。並首次增設星光大道。

## 節目獎
下列之標記為該獎項得獎者。

## 外部連結
- 82年金鐘獎得獎名單 （页面存档备份，存于）.文化部影視及流行音樂產業局.1993-04-01